# Копитнякові
Копитнякові (Asaroideae) — підродина квіткових рослин родини хвилівникові (Aristolochiaceae).
У підродині виділяють два роди: рід копитняк (Asarum), що поширений у помірній зоні та архаїчний рід Saruma поширений у Північному Китаю.
Інколи рід Asarum поділяють на кілька родів, тоді класифікація набуває такого вигляду:
- Asarum L.
- Asiasarum F. Maek. =~ Asarum L.
- Geotaenium F. Maek. = Asarum L.
- Heterotropa C. Morren & Decne. =~ Asarum L.
- Hexastylis Raf. ~ Asarum L.
- Saruma Oliv.

## Токсичність
Рослини родини Хвилівникові, до якої належать Копитнякові, містять аристолохієву кислоту, що є сильним канцерогеном з відкладеним (до 10 років) терміном дії. Вживання фітопрепаратів на основі продуктів родини Хвилівникові, в тому числі, Копитнякових, значно збільшує ризик захворювань на рак печінки або нирок.